# Élise Crombez
Pour les articles homonymes, voir Crombez.
Élise Crombez, née le 24 juillet 1982 à Mouscron en Belgique, est un mannequin belge.

## Biographie
Elle a été découverte par un agent de l'agence de modèle Dominique alors qu'elle faisait du shopping à Bruxelles.
Lors de son arrivée sur les podiums, sa beauté rompt avec la mode des mannequins brésiliens. Le style « poupée froide » des mannequins belges, incarné par Élise Crombez, préfigure la nouvelle mode des mannequins d'Europe de l'est et de Russie.

## Apparitions notables

### Couvertures de magazines
- Elle est apparue plusieurs fois sur la couverture de Vogue, dans les éditions britannique (mai 2005 ; janvier 2006), italienne (janvier, mai et juillet 2003 ; juillet, septembre et octobre 2004) et japonaise (mars et avril 2003 ; juillet 2004).
- Jalouse (France)
- Elle (édition portugaise - novembre 2002)
- W (USA - octobre 2004)

### Campagnes de publicité
Anna Sui, Asprey, Bergdorf Goodman, le chausseur Cesare Paciotti, DiModolo, Gianfranco Ferré, Hampton Bays, Helmut Lang, H&M, Isetan, Jil Sander, Lacoste, Louis Vuitton, parfum L'Air du temps de Nina Ricci, Prada, Ralph Lauren, Scapa, Valentino, Versace, Women's Secret

### Défilés
Élise Crombez a notamment défilé pour Dior, Christian Lacroix, Galliano, Karl Lagerfeld, Louis Vuitton, Prada, Versace et Viktor & Rolf.